# Койтъярве
Ко́йтъя́рве (эст. Koitjärve) — деревня в составе волости Куусалу уезда Харьюмаа, Эстония.

## География и описание
Деревня расположена на севере Эстонии и занимает большую лесисто-болотистую местность между реками Соодла и Валгейыги, в 10 км к северу от посёлка Аэгвийду . Её протяжённость с северо-запада на юго-восток — около 20 км. Расстояние до Таллина около 46 км. Для того чтобы попасть в деревню, на шоссе Пийбе в 29 километрах от столицы Эстонии следует повернуть налево.
Площадь деревни — 7809,84 га}}. Высота над уровнем моря — 81 метр.
В северо-западной части деревни расположен Соодлаский полигон Сил обороны Эстонии, её юго-восточная часть относится к ландшафтной зоне Кырвемаа. На территории Койтъярве находятся болота Суур-Соо, Выхма, Кобарсааре, половина Соодлаского заливного луга, торфяные болота Салгу и Линаярве. Самые большие озёра деревни: Пауйкъярв, Койтъярв, Мяхусте, Аугъярв, озёрная система Юсси (Каазикъярв, Кыверъярв, Пиккъярв, Сууръярв и др.).
Климат умеренный. Официальный язык — эстонский. Почтовый индекс — 74622.

## Население
По данным переписей населения 2000, 2011 и 2021 годов, в деревне жителей не было.
По данным эстонской газеты Maaleht, летом 2009 года здесь проживал один человек. Это был праправнук одного из жителей деревни Койтъярве Юхана Плоомпуу (Juhan Ploompuu) — Яак Вейссерик (Jaak Veisserik). Он построил новый дом на месте разрушенного хутора Кывасоо, относившегося когда-то к деревне Койтъярве.

## История деревни

### XVI—XVII века
В письменных источниках 1518 года упоминается Coyttyerffe, 1586 года — Kautjerve (хутор), 1592 года — Koeitiarw (*Köitjärv), 1594 года — Keyte Jerue, 1653 года — Koitjerw, 1840 года — Koitjerwe, Keidra, 1900 года — Кейкерве.
Изначально здесь находился единичный хутор, вероятно, настолько большой, что уже в 1592 году его называли малой мызой (нем. Gütchen). Официально на этих землях мыза была основана во второй половине XVII века. В 1703—1733 годах деревня принадлежала рыцарской мызе Маарт, а мыза Кейкерве (нем. Koitjärw, Koitjerw, Койтвере, эст. Koitvere mõis) была её побочной мызой, поэтому представительные строения (господский особняк и пр.) здесь возведены не были. Своё название мыза получила от названия озера Койтъярв (в буквальном переводе с эстонского — «озеро рассвета»).
В здешних лесах в своё время находили временное прибежище крестьяне, бежавшие от крепостного права, и при первой возможности переправлявшиеся затем в Финляндию.

### XVIII—XX века
В 1733 году город Ревель купил мызу Кейкерве на аукционе, и предоставил её в пользование леснику. В качестве Ревельской городской мызы (т. е принадлежащей Рувельскому магистрату) Койтъярве просуществовала до 1940 года. Большей частью мыза находилась в аренде. Последним лесником в этом районе с 1903 по 1943 год был брат писателя Антона Хансена Таммсааре Юри Хансен (Jüri Hansen). Койтъярве тесно связана с творчеством А. Х. Таммсаре: в 1911-1919 годах он постоянно проживал здесь у брата на хуторе Ору (за исключением времени, проведённого на Кавказе), эти места и жившие здесь люди описаны в его романе «Правда и справедливость».
На военно-топографических картах Российской империи (1846—1863 годы), в состав которой входила Эстляндская губерния, деревня обозначена как Кейкерве.
В 1918—1940 годах в деревне насчитывалось 13 крестьянских хозяйств (хуторов): Вайно (Vaino), Вахтрику (Vahtriku), Кывасоо (Kõvasoo), Лаане (Laane), Метстоа (Metstoa), Mяхусте (Mähuste), Ору (Oru), Пихлака (Pihlaka), Пикапыллу (Pikapõllu), Таммесалу (Tammesalu), Тоома-Юри (Tooma-Juri), Туурмани (Tuurmani), Ярвепыллу (Järvepõllu). Хутор Лаане в начале XX века принадлежал таллинскому журналисту и издателю Якобу Плоомпуу (Jakob Ploompuu).
После окончания Второй мировой войны Койтъярве была одним из форпостов эстонских «лесных братьев».
В 1931 году на северном берегу озера Паукъярв эстонским отделением христианской молодёжной организации YMCA был организован скаутский лагерь. В 1940 году лагерь был экспроприирован. В августе того же года там была организована летняя база отдыха для эстонских комсомольцев и рабочей молодежи. Одновременно в лагере отдыхали и подростки, недостигшие комсомольского возраста. Тем летом в лагере 12 человек были приняты в пионеры — это был первый приём в пионеры в Советской Эстонии. После войны, до 1952 года, когда эта территория была включена в состав артиллерийского полигона, использовался в качестве пионерлагеря. Остатки строений сохранились до настоящего времени.
Ушедшие из Эстонии вместе с отступающим вермахтом в 1944 году и впоследствии эмигрировавшие в Швецию эстонцы организовали в 1964 году на берегу озера Люгнерн в шведской коммуне Кунгсбака скаутский лагерь «Койтъярве», существующий до сих пор. Он состоит из нескольких больших домов, певческой эстрады, церковного холма и открытых игровых площадок. Каждый год лето там проводится «Летний день Койтъярве». Традиционно выступают Эстонский смешанный хор Гётеборга и дети из Эстонского языкового клуба, а также гости — музыкальные коллективы из Эстонии. Затем для детей проводятся спортивные игры и уроки рукоделия.
При строительстве Аэгвийдуского военного полигона Советской армии в 1952 году мызные постройки и хутора Койтъярве были разрушены, и населённый пункт прекратил существование. Территория деревни стала частью закрытой военной зоны. После выхода Эстонии из состава СССР, в 1997 году название деревни было восстановлено, но нынешняя Койтъярве расположена к северу от реки Соодла, в то время как историческая Койтъярве находилась к югу от реки на землях современной деревни Пиллапалу (волость Ания).
В южной части Койтъярве раньше находилась деревня Коонукырве (в 1379 году упоминается как Konocorbi), которая обезлюдела одновременно с Койтъярве.

### После восстановления независимости Эстонии
После ухода Советской армии и ликвидации полигона в 1990-е годы зять Якоба Плоомпуу Артур Вейссерик (Artur Veisserik, 1907—2001) добился в рамках реституции права владения землями хутора Тоома-Юри. Однако он не стал восстанавливать старый хутор. Вместо этого его сыновья Яак и Юри заново отстроили расположенный в излучине на левом берегу реки Соодла хутор Кывасоо. Именно он обозначается на современных картах, исторический же Тоома-Юри находился в центральной части деревни, несколько южнее обозначенных на современных топографических картах остатков фундамента мызы Койтъярве.
В 1992 году Артур Вейссерик установил памятный камень на месте хутора Ору. Впоследствии рядом была сооружена из брёвен беседка для туристов и оборудовано место для организации пикников.
В 2000 году силами Яака Вейссерика и местного лесничества на месте когда-то построенного лесничим Юри Хансеном и его братом Антоном Таммсааре деревянного моста через реку Соодла на основе старых фотографий был возведён похожий мост, получивший название «мост в никуда».
В марте 2015 года Министерство обороны Эстонии обнародовало планы по расширению центрального полигона. Это очень встревожило жителей близлежащих деревень и туристические фирмы, работающие в этом регионе.

## Галерея

Деревня Койтъярве
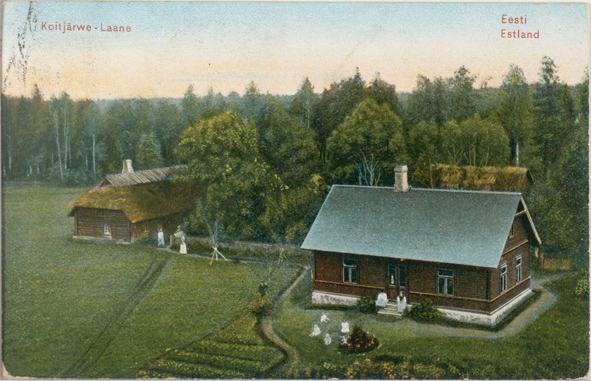
Койтъярве, хутор Лаане (открытка, 1900-1917 гг., издатель Якоб Плоомпуу)
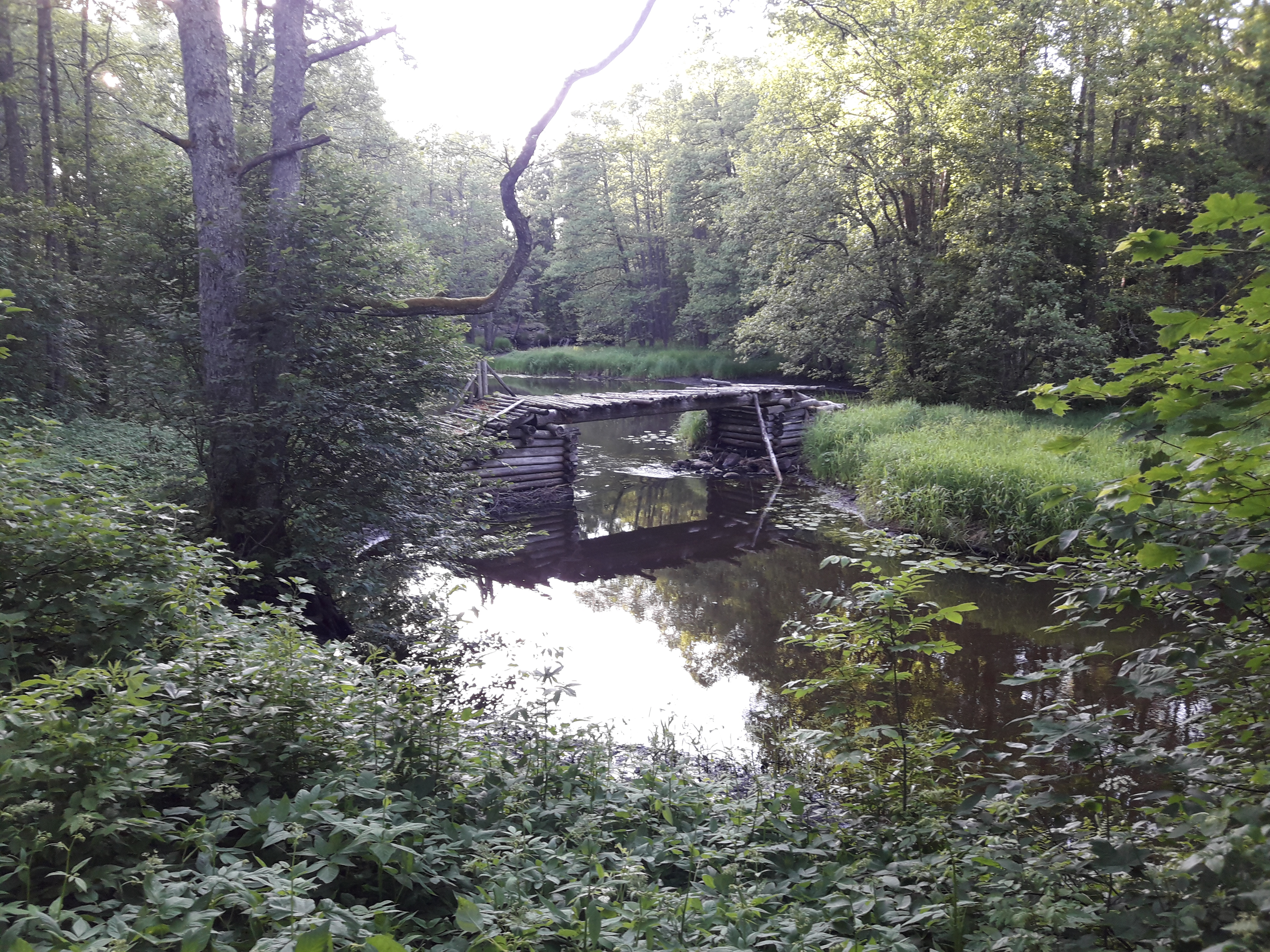
«Мост в никуда» через реку Соодла
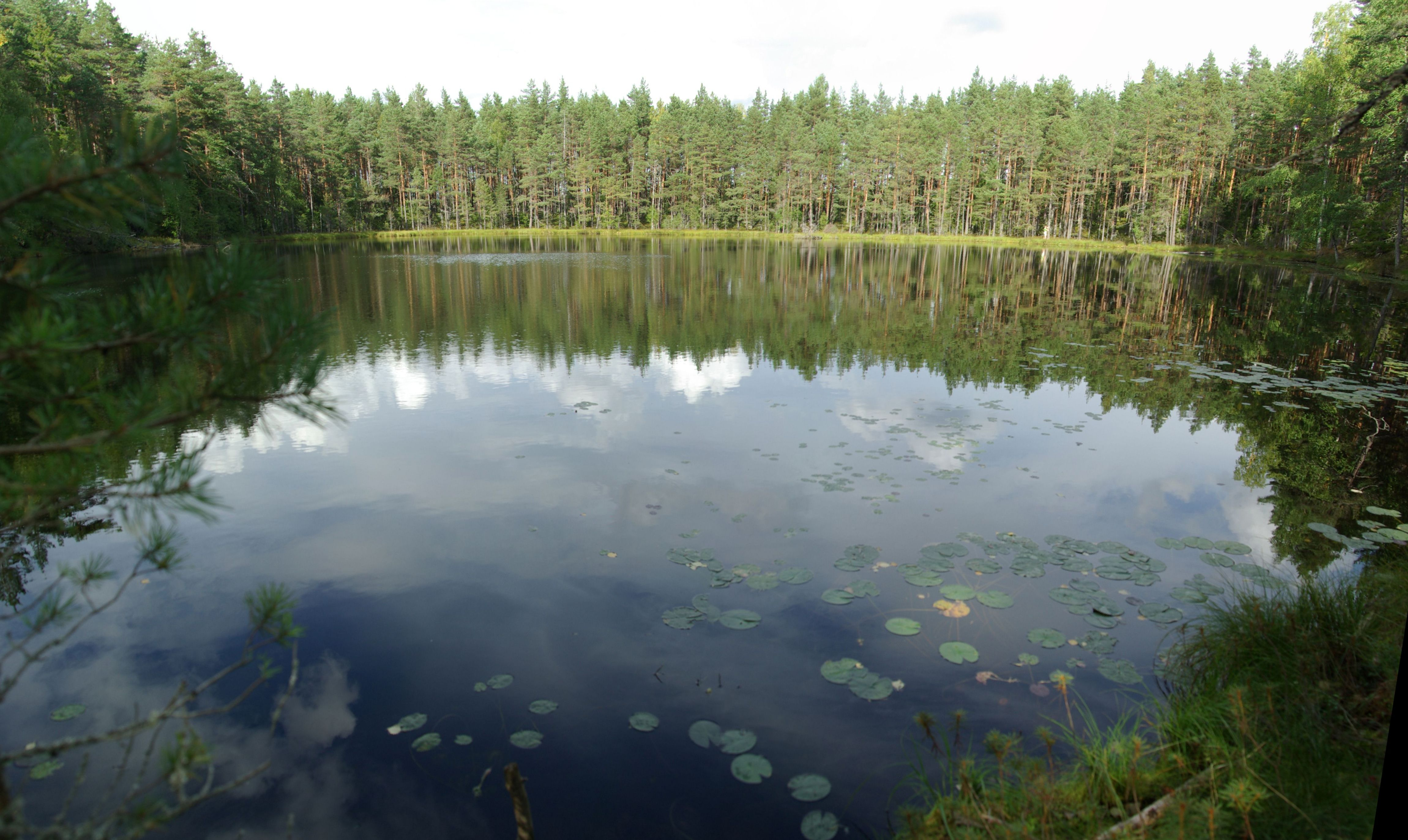
Озеро Юсси Каазикъярв
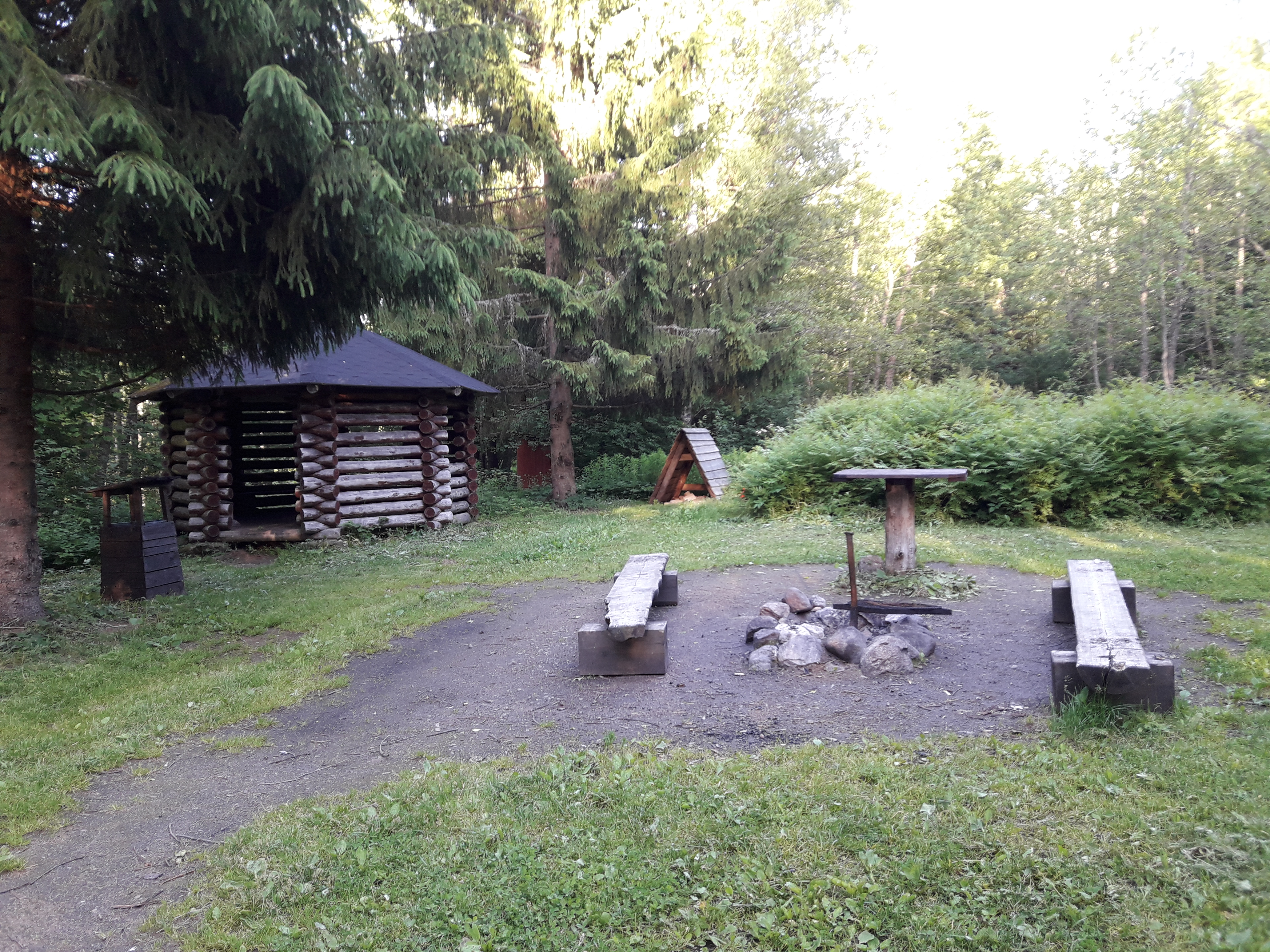
Место для пикника возле моста Ору
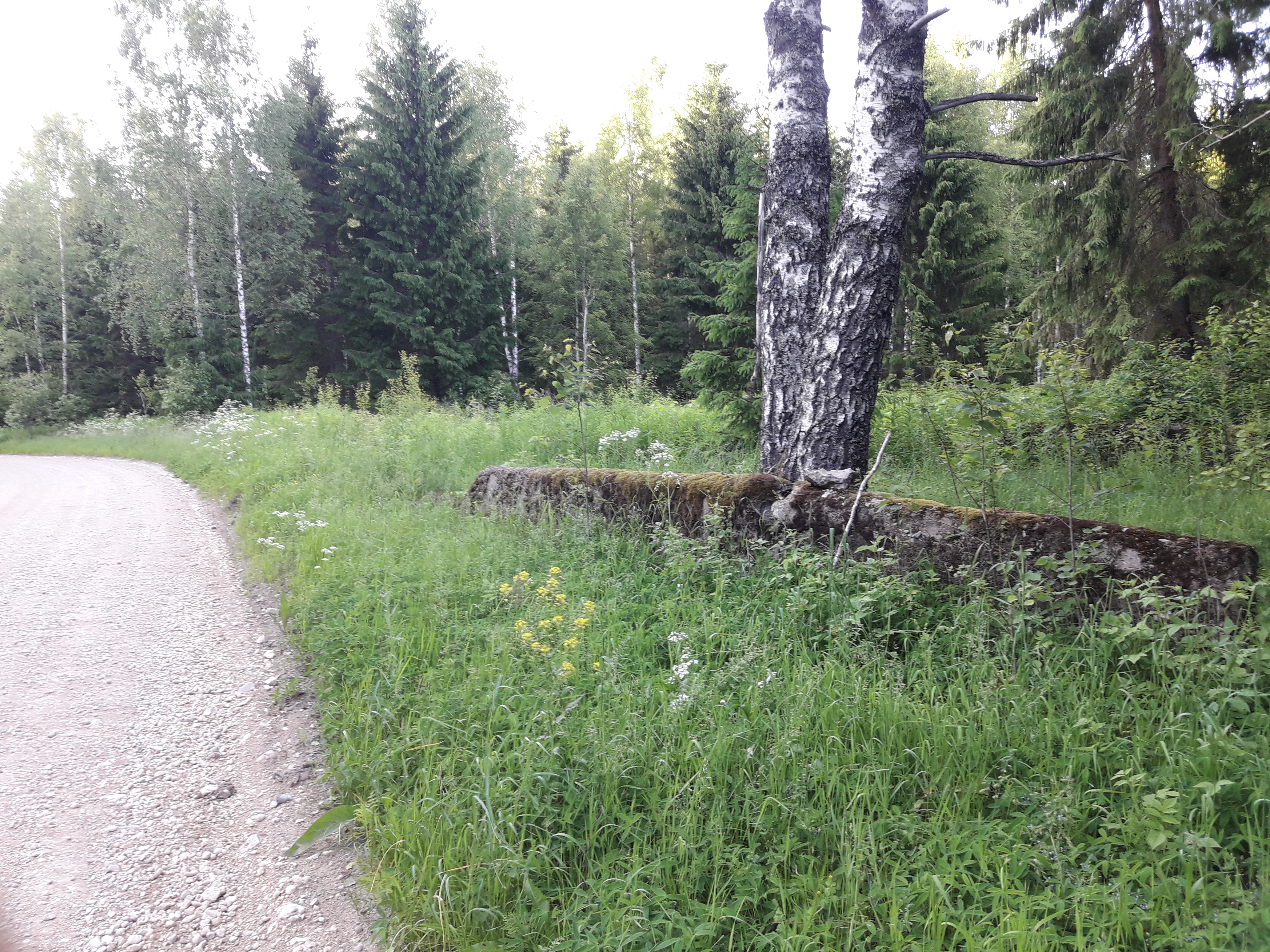
Развалины хутора Пикапыллу